# Multikupplung
Multikupplungen und Dockingsysteme können mehrere fluidische, pneumatische und/oder elektrische Leitungen gleichzeitig verbinden bzw. trennen. Die Multikupplungen bzw. Dockingsysteme sind in der Regel zweiteilig (Loshälfte und Festhälfte) und bestehen aus Trägerplatten, Medienkupplungen, Elektroelementen, Führungselementen  und, je nach Bauform, zusätzlichen Bedienungs- und Verriegelungselementen. Soll das Dockingsystem in einen Steuerungsprozess einer automatisierten Produktionsanlage integriert werden, können zur Abfrage der einzelnen Kuppelschritte Näherungsinitiatoren zum Einsatz kommen. Die Bauform der Multikupplung bzw. des Dockingsystems ist abhängig vom Verwendungszweck. 

## Bauformen

### Multikupplungen
Multikupplungen werden manuell, also von Hand betätigt.

#### Multikupplung ohne Betätigungshilfe
Das Verbinden bzw. Trennen der beiden Multikupplungshälften erfolgt ausschließlich durch Muskelkraft. Es wird kein separater Motor/Antriebsteil benötigt.

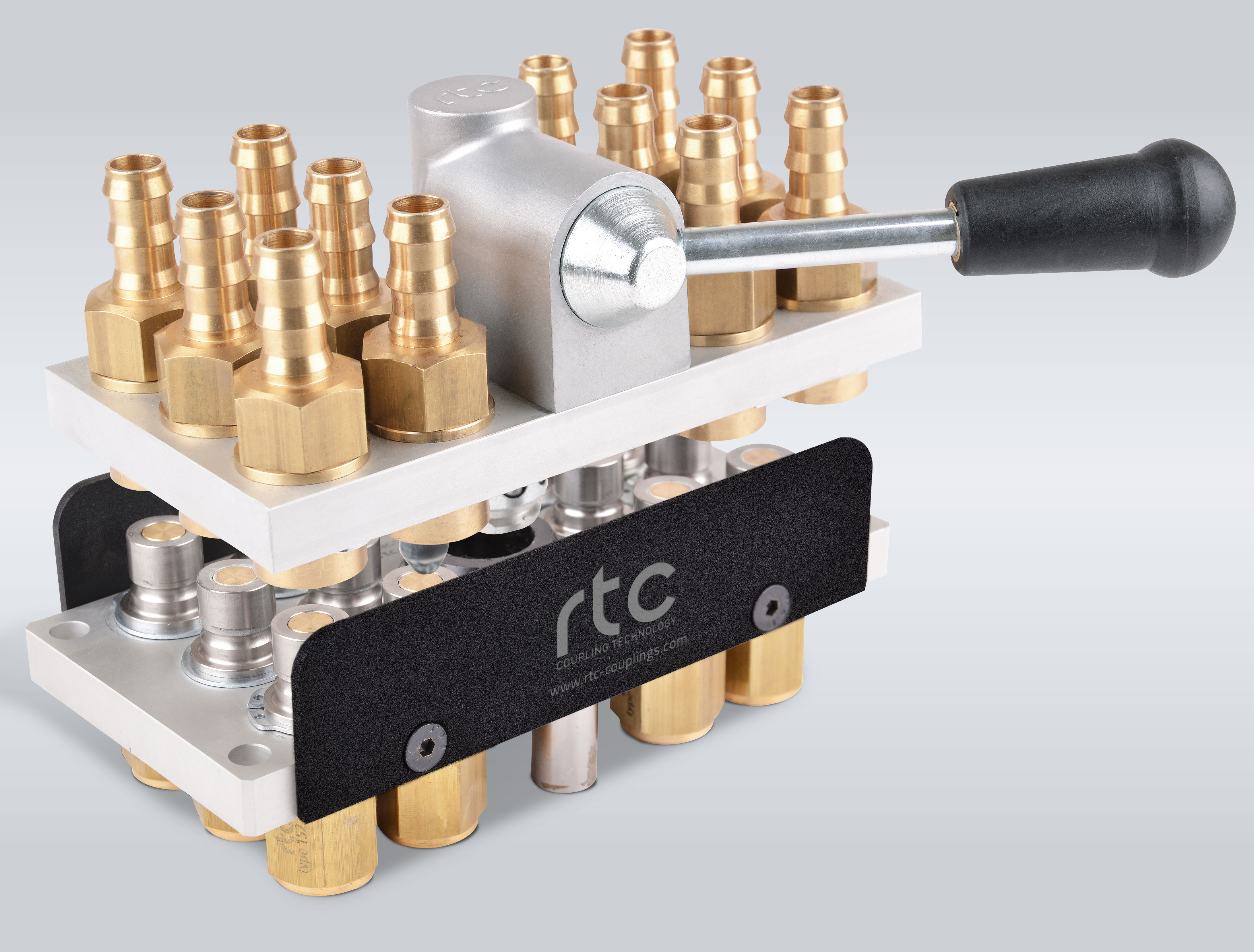
Eine Multikupplung mit Hebel als Betätigungshilfe zum gleichzeitigen Zusammenführen von 12 Schlauchkupplungen

#### Multikupplung mit Betätigungshilfe
Das Verbinden bzw. Trennen und Verriegeln bzw. Entriegeln der beiden Multikupplungshälften erfolgt durch Muskelkraft mittels mechanischem Hebel.

### Dockingsysteme

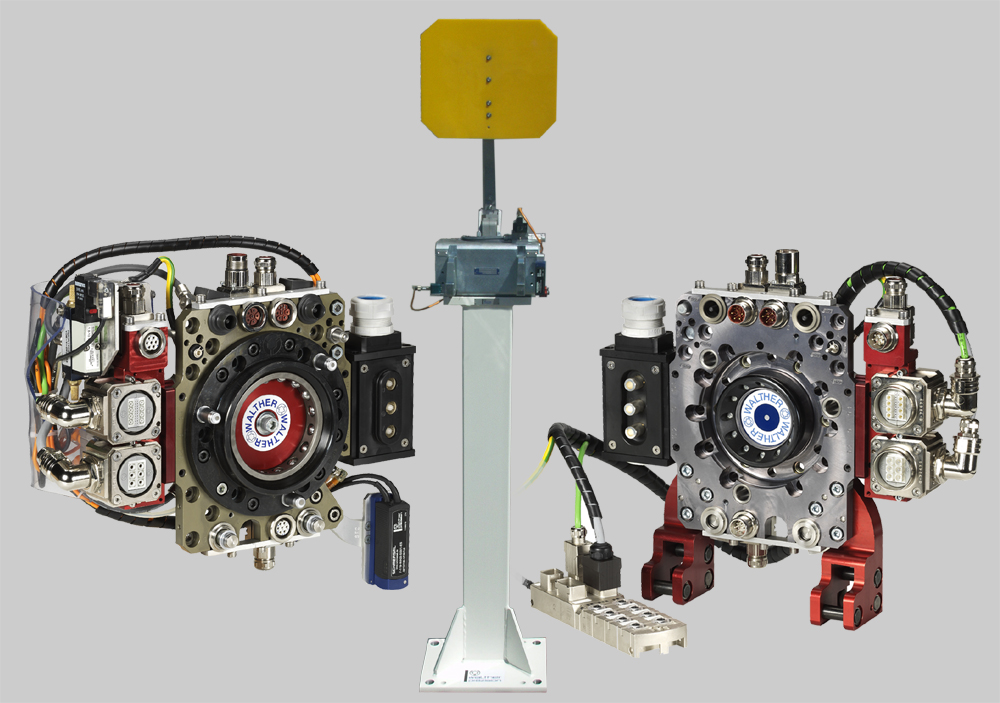
Werkzeugschnellwechselsystem bestehend aus Roboterseite, Werkzeugseite und Werkzeugablage

Dockingsysteme werden mittels Hilfskraft, elektrisch, pneumatisch oder hydraulisch, betätigt.

#### Hilfskraftbetätigtes Dockingsystem ohne Zustelleinheit
Zum Verbinden bzw. Trennen der beiden Multikupplungshälften können bauseits vorhandene Bewegungsabläufe für den Kuppelvorgang genutzt werden.

#### Hilfskraftbetätigtes Dockingsystem mit Zustelleinheit
Zum Verbinden bzw. Trennen der beiden Multikupplungshälften werden, wenn nicht auf bauseitige Bewegungsabläufe zurückgegriffen werden kann oder darf, pneumatische oder hydraulische Zustelleinheiten integriert.

#### Werkzeugschnellwechselsystem für Roboter
Werkzeugschnellwechselsysteme für Industrieroboter sind hochgenaue Dockingsysteme zum präzisen und sicheren Werkzeugwechsel (Schweißzangen, Greifsysteme etc.) und bestehen aus einer roboterseitigen Multikupplungshälfte, in der Regel mehreren werkzeugseitigen Multikupplungshälften und den dazu passenden Werkzeugablagen. Allgemeine Anforderungen an ein Wechselsystem:
- geringes Eigengewicht
- geringe Bauhöhe
- modularer Aufbau
- selbsthemmende Verriegelung
- sehr gute Wechselwiederholgenauigkeit
- Notentriegelungseinrichtung

Neben der mechanischen Verbindung werden gleichzeitig auch die Elemente für Informations- und Energiefluss gekuppelt. Je nach Einsatzgebiet sind Wechselsysteme mit Medienkupplungen (Wasser, Hydraulik, Luft), Elektro-Signalsteckern (LWL, Daten-Bus) und Elektro-Leistungssteckverbindern ausrüstbar.

## Einsatzgebiete und Branchen
Die folgende Aufzählung enthält nur einige Beispiele, wo Multikupplungen und Dockingsysteme zum Einsatz kommen.
- Anlagenbau
- Automobilfertigung
- Automatisierung
- Gießereien
- Industrieroboter
- Motorenbau / Motorenprüfstand
- Ölbohrinseln
- Walz- und Stahlwerke
- Traktoren (häufig bei Frontladern)